# André Moccand
André Moccand (* 25. Januar 1931 in Zürich) ist ein ehemaliger Schweizer Steuermann im Rudern und ehemaliger Politiker.

## Biografie
André Moccand gewann mit 17 Jahren bei den Olympischen Sommerspielen 1948 in London zusammen mit Erich Schriever, Rudolf Reichling, Émile Knecht und Peter Stebler in der Vierer-mit-Steuermann-Regatta die Silbermedaille. Wie die vier anderen im Boot ruderte er im Seeclub Zürich. Er wurde als Rudermann aufgrund seines Idealgewichts von 50 Kilogramm ausgewählt.
1963 wurde Moccand in Emmen LU in den Einwohnerrat (Parlament) gewählt, dem er während zwölf Jahren als Vertreter der Jungliberalen Partei angehörte. Danach war er bis 1983 Mitglied des Kantonsrats.